# ميخائيل ديكنسون
ميخائيل ديكنسون (بالإنجليزية: Michael Dickinson)‏ هو مهندس أمريكي، ولد في 1963.